# Emil Wünsche AG
Die Emil Wünsche AG war von 1887 bis 1909 ein Kamerahersteller mit Werk in Reick bei Dresden. Über die ICA AG und Zeiss-Ikon ist die Wünsche AG einer der Ursprungsbetriebe des späteren Dresdener VEB Kombinat Pentacon.

## Geschichte

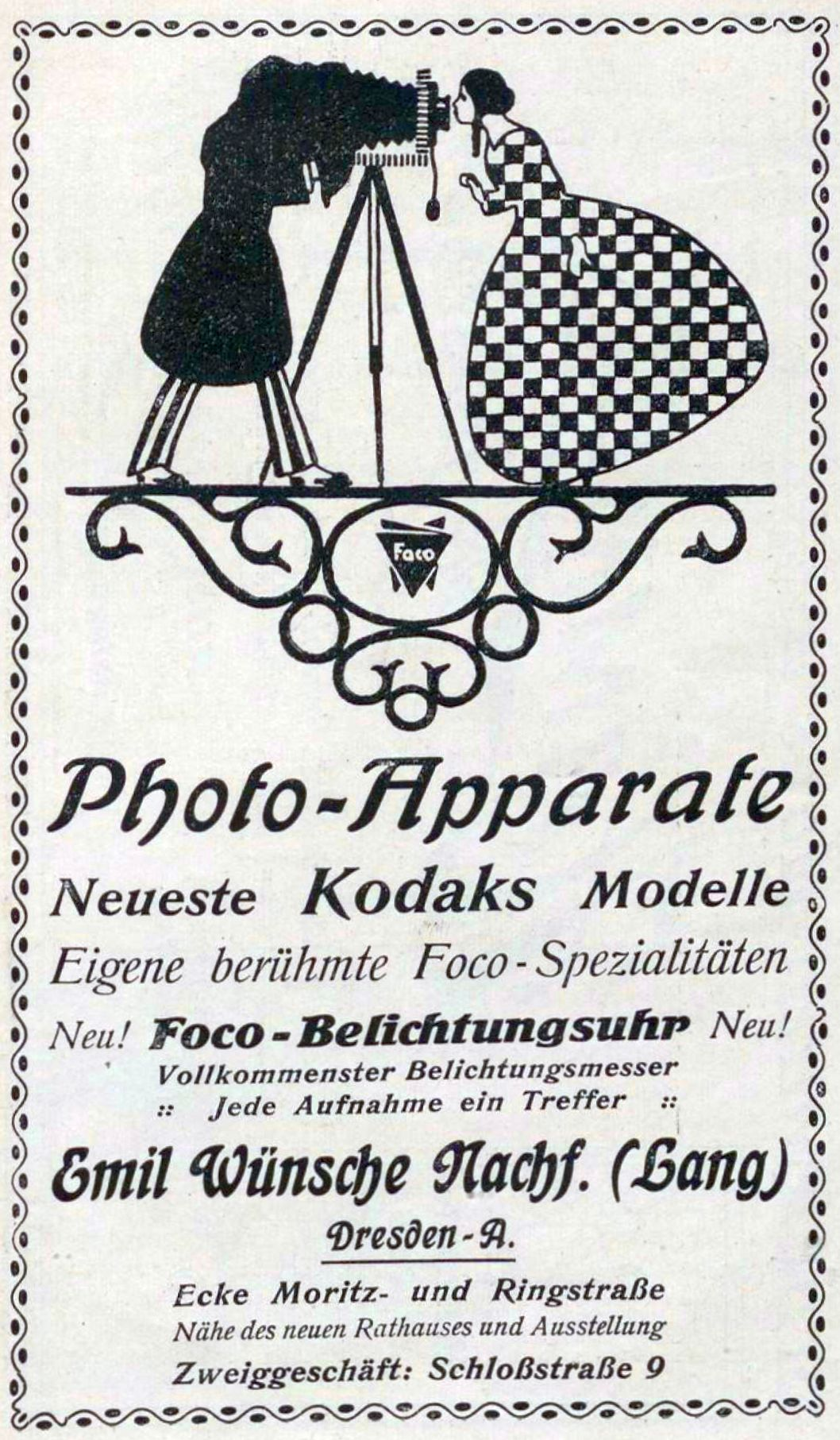
Anzeige von 1914 mit Lang nach Nachfolger von Wünsche

Emil Wünsche (1864–1902) eröffnete im Jahre 1887 in Hamburg eine Handlung für photographische Artikel, in der photographisches Zubehör verkauft wurde. Wünsche handelte vor allem auch mit Kameras, die er von Richard Hüttig & Sohn in Dresden produzieren ließ und unter eigener Marke anbot. Wünsche versah in dieser frühen Zeit die Produkte lediglich mit dem eigenen Firmenlogo. Es folgten bald weitere kleinere Hersteller aus dem Raum Dresden, die für Wünsche produzierten. Darunter waren die Hüttig AG (Kameras), Paul Förster (Kameras), Louis Lang (Kameras und fotografisches Zubehör) und Dienwiebel & Co. (Verpackung und verschiedenen Materialien), allesamt kleine Gewerbebetriebe. In den Jahren 1884 bis 1885 erwarb Wünsche nach und nach die Werkstätten seiner Zulieferer Förster, Lang und Dienwiebel und übernahm deren komplette Produktion.
1896 erreichte das Unternehmen beträchtliche Größe. Wünsche errichtete in der Nähe von Reick an der Stadtgrenze von Dresden an der Mügelner Straße eine neue Fabrik, obwohl der Standort im Vergleich zur Stadt zu diesem Zeitpunkt noch nicht an das seinerzeit für den Warentransport wichtige Eisenbahnnetz angeschlossen war. Die neuen Firmengebäude boten dafür sehr viel Platz. In der Mitte des Komplexes war eine zentrale Maschinenhalle mit einer Dampfmaschine untergebracht, welche die Produktionsanlagen mit Kraft über Deckentransmission versorgte. Der Schornstein des Kesselhauses war 35 Meter hoch.
Die ersten eigenen Produkte entstanden ab 1897 in Reick in der nun Fabrikation photographischer Apparate und Bedarfsartikel genannten Fabrik.
1898 beschäftigte Wünsche bereits 206 Arbeiter und 33 Angestellte. 27 Angestellte lebten mit ihren Familien in vier Häusern, jedes mit eigenem Garten, die Wünsche in unmittelbarer Nähe zur Firma errichten ließ. Im selben Jahr wurde die Aktiengesellschaft unter dem Namen Emil Wünsche Aktiengesellschaft für Photographische Industrie Reick, kurz Wünsche AG gegründet. Ebenfalls 1898 zerstörte ein Feuer einen Teil der Fabrik, welche bereits im folgenden Jahr in noch größerem Maßstab wieder aufgebaut wurde.
1902 erreichte die Zahl der Beschäftigten mit 350 Personen ihren Höhepunkt. Die Wünsche AG war das zweitgrößte Unternehmen dieser Art in Dresden. Produziert wurden unter unzähligen anderen Kameramodellen auch ein „Schüler-Apparat“, gedacht für diejenigen, welche die Fotografie erlernen wollen. Neben der Vermarktung seiner eigenen Marke vertrieb Wünsche auch Objektive von Steinheil, Voigtländer und Goerz sowie Blenden von Bausch & Lomb.
Emil Wünsche beging im selben Jahr Suizid, wahrscheinlich aufgrund von persönlichen Problemen. Richard Lange (zuvor Prokurist bei Hüttig) übernahm neben Bernhard Eichapfel die Firmenleitung. Die Produktion war sehr breit gefächert und umfasste verschiedene Plattenkameramodelle, Filmmaterial, Filmrollen, Sucher, Blenden, Stative, Dunkelkammerausrüstung, Lupen, Blitzgeräte und sogar Alben für die fertigen Fotos. Diese große Palette von Produkten in eigener Herstellung und die große Konkurrenz unter den Kameraherstellern führten jedoch bald zu wirtschaftlichen Problemen.
Daher verschmolzen 1909 die wichtigsten deutschen Hersteller Emil Wünsche AG, Hüttig AG, Kamerafabrik Krügener in Frankfurt am Main und die Abteilung Palmos Camerabau von Carl Zeiss Jena zur ICA (Internationale Camera Actiengesellschaft), die hauptsächlich in Dresden residierte. Im weiteren Verlauf der Geschichte entstand aus ICA 1926 Zeiss Ikon.

## Produkte

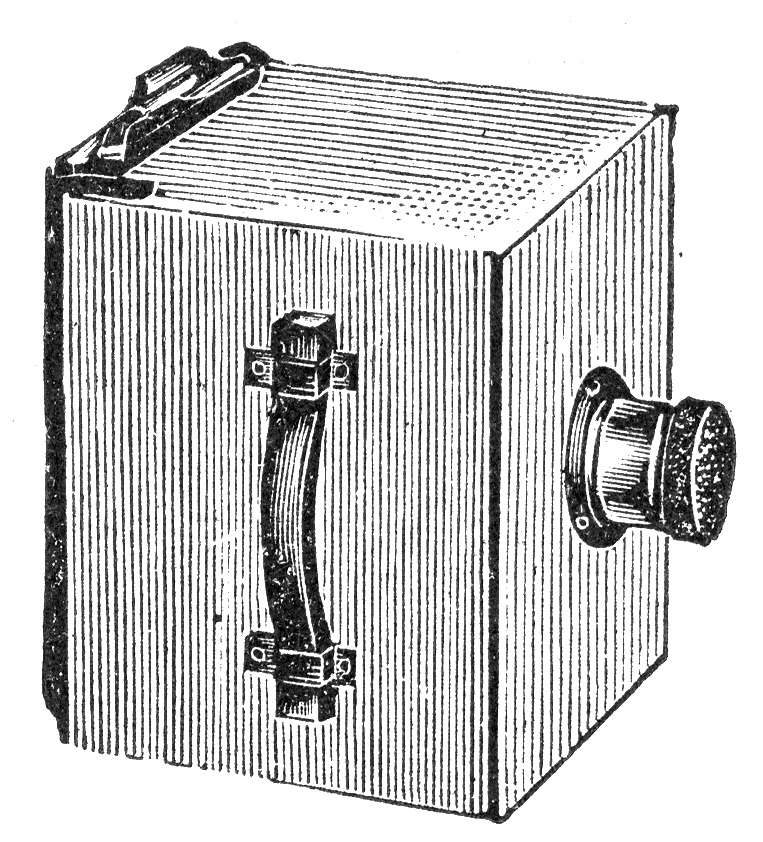
Wünsche LUX

Briefmarken-Kamera

Bekannte Kameras der Wünsche AG sind neben unzähligen Platten- und Rollfilmkameras aus der Frühzeit der deutschen Fotoindustrie, wie die Produktreihen Favorit und Juwel, auch die Mars Magazinkamera, die Spiegelkamera Bosco, die Spiegelkamera Ada und die Wünsche Spiegelreflexkamera Reicka.
Weitere Modelle: 
- Mars-Kamera
- Black Legion
- Juwel
- Juvel Klapp-Kamera
- Kobold
- Bosco
- Bosco Reflex
- Nymphe
- Ada
- Reick
- Photo-Jumelle
- Favorit
- Schüler-Apparat
- Furror
- Excelsior
- Meteor
- Sirius
- Eureka
- Lilli
- Sport II
- Tuck
- Bosko 98
- Mars 99
- Gnome
- Hesekiel'sche Spiegel-Reflex-Kamera
- Klein
- Minimal
- Matador
- Briefmarken-Kamera